# Коноплюшка (Островский район)
Коноплюшка — деревня в Шиковской волости Островского района Псковской области.
Расположена в 53 км к востоку от города Острова и в 7 км к юго-западу от волостного центра, деревни Шики.
Постоянное население по состоянию на 2000 год в деревне отсутствовало.